# Казе Фулђенци (Терамо)
Казе Фулђенци (итал. Case Fulgenzi) је насеље у Италији у округу Терамо, региону Абруцо.
Према процени из 2011. у насељу је живело 68 становника. Насеље се налази на надморској висини од 299 м.